# Beit Mallat
Beit Mallat è un centro abitato e comune (municipalité) del Libano situato nel distretto di Akkar, governatorato di Akkar.